# Ben Alder
Ben Alder är ett berg i Storbritannien.   Det ligger i kommunen Highland och riksdelen Skottland, i den norra delen av landet, 600 km nordväst om huvudstaden London. Toppen på Ben Alder är 1 148 meter över havet.
Terrängen runt Ben Alder är huvudsakligen kuperad. Ben Alder är den högsta punkten i trakten. Trakten runt Ben Alder är nära nog obefolkad, med mindre än två invånare per kvadratkilometer. Det finns inga samhällen i närheten. Trakten runt Ben Alder består i huvudsak av gräsmarker.